# Новоалександровка (Сахновщинский район)
Новоалександровка (укр. Новоолександрівка) — село, 
Новоалександровский сельский совет,
Сахновщинский район,
Харьковская область.
Код КОАТУУ — 6324884501. Население по переписи 2001 года составляет 976 (456/520 м/ж) человек.
Является административным центром Новоалександровского сельского совета, в который, кроме того, входят сёла
Андреевка,
Зелёный Клин,
Касьяновка,
Кузьминовка,
Надеждино,
Новая Балка,
Новодмитровка,
Петровка и
Степановка.

## Географическое положение
Село Новоалександровка находится у истоков реки Сугарь,
ниже по течению на расстоянии в 3,5 км расположено село Новая Балка.
На реке сделано несколько запруд.
Село примыкает к пгт Сахновщина.
Рядом проходят автомобильные дороги Т-2109, Т-2120 и
железная дорога, ближайшие станции Сахновщина и Платформа 136 км (2 км).

## История
- 1885 — дата основания как хутор Очеретоватое. Хутор основан переселенцами из Черниговской губернии.
- 1905 — переименовано в село Новоалександровка.

## Экономика
- Свинотоварная ферма.
- Кирпичный завод.

## Объекты социальной сферы
- Детский сад.
- Школа.
- Дом культуры.
- Фельдшерско-акушерский пункт.

## Достопримечательности
- Братская могила советских воинов. Похоронено 23 воина.